# Ера Истрефи
Ера Истрефи (алб. Era Istrefi; Приштина, 4. јул 1994), познатија као ЕРА (ERA), албанска је певачица и текстописац. Добила је међународну пажњу након што је издала сингл „BonBon” током 2016, када су почели да упоређују њен рад са барбадоском певачицом Ријаном и аустралијском певачицом Сијом.
Ера је издала више песама на албанском и енглеском језику. Након успеха песаме, месец дана касније потписује уговор са америчким дискографским кућама  и . 2017. године освојила је награду European Border Breakers Award. 2018. била је један од уметника који су издали песму за ФИФА светско првенство названу „Live It Up”, заједно са Ники Џемом и Вил Смитом. Имала је сарадње са другим извођачима, као што су Френч Монтана и Каншенс.

## Живот и каријера

### 1994—2014: Ранији живот и почетак каријере
Ера Истрефи је рођена 4. јула 1994. у Приштини, Савезној Републици Југославији. Њени родитељи су Сузана Тахирсилај, албанска певачица током 1980-их и 1990-их и Незир Истрефи, новинар. Након смрти њеног оца 2004, њена мајка је напустила каријеру. Њена сестра Нора Истрефи је такође певачица.
Ера је дебитовала 2013. године са „Mani Për Money”, на крају објављујући материјал који је певала у гегијско албанском језику са фразама на енглеском. Неколико месеци касније, објавила је накнадни снимак, „A Po Don?”, Који је промовисан са музичким спотом, који је исто постигао музичко признавање. Њен трећи сингл „E Dehun”, снимљен је у оскрнављеној православној цркви. Након објављивања, „E Dehun” је зарадио Ери три Видеофест награде, укључујући и једну за „Најбољег новог уметника”. У децембру 2014, певачица је направила поп баладу „13”, која је произведена у САД, доступна за преузимање. Њен пратећи видео спот прегледан је скоро 200.000 пута у року од 24 сата на Јутјубу, што је касније резултирало појавом у В магазину. Те је године изразила подршку ЛГБТ припадницима. Добила је албанско држављанство 2016. године.

### 2015—данас: Међународни пробој
Ера је добила међународно признање са својим синглом „BonBon”, који је објављен 31. децембра 2015. заједно са музичким спотом снимљеним на Косову и Метохији. Песма је одмах постала успешна, постајући вирална на друштвеним мрежама. Поред тога, певачица је почела да добија подршку америчке глумице Клои Грејс Морец и разне публикације које су је назвале „Ријана и Сија Косова”. У фебруару 2016, Ера је потписала уговор са америчким издавачким кућама  и . Објављено је да ће Ера снимити свој надолазећи дебитни студијски албум у сарадњи са RCA Records. У јуну 2016. објављена је енглеска верзија песме „BonBon”.

Ера је 24. фебруара 2017. објавила нови сингл под називом „Redrum”, заједно са продуцентом Феликс Сноуом. Неколико месеци касније, 29. септембра, Ера је објавила још један сингл, под називом „No I Love Yous”, заједно са Френч Монтаном. 21. маја 2018. објављено је да се Ера придружила Вил Смиту и Ники Џему како би 25. маја објавили службену песму ФИФА светско првенство.
Ера је извела званичну песму „Live It Up” уз холивудског глумца и репера Вил Смита и америчког певача Ники Џема на церемонији затварања Светског првенства 2018.

## Контроверзни спот
Ера је примила критике од стране Српске православне цркве након објављивања видео спота за њен трећи сингл „E Dehun”. Спот приказује полулуду жену која плеше око оскрнављене цркве Христа Спаса у Приштини. Српска православна црква је ове поступке назвала „демонским” и „богохулним”. Астрит Исмаили реаговао је на контроверзни акт, наводећи да није било намере да вређа Србе и да је имао дозволу да сними видео на улазу у цркву.